# Anatol Sienkiewicz
Anatol Sienkiewicz (ur. 15 lipca 1905 w Wesenbergu – obecnie estońskie Rakvere, zm. 19 stycznia 1978 w Warszawie) – pułkownik, lekarz weterynarii, komendant Wojskowego Ośrodka Naukowo-Badawczego Służby Weterynaryjnej.
Anatol Sienkiewicz był absolwentem gimnazjum w Narwie, a w 1928 r. ukończył Instytut Weterynaryjny w Witebsku. Następnie pracował w Czelabińsku. W 1933 r. uciekł do Estonii, gdzie w 1936 r. ukończył studia na uniwersytecie w Tartu. Studiował także w Hanowerze i Wiedniu. W 1939 r. osiedlił się w Polsce. Podczas wojny obronnej Polski służył w 3. pułku Ułanów Śląskich w Tarnowskich Górach i Dowództwie Okręgu Korpusu Nr V w Krakowie. W czasie okupacji niemieckiej mieszkał w Krakowie, Myślenicach i Dobczycach, pracując jako lekarz weterynarii, jednocześnie był związany z konspiracją. Był dowódcą plutonu terenowego AK i pierwszym burmistrzem Dobczyc z ramienia rządu polskiego na uchodźstwie. Od 2 kwietnia 1945 do października 1968 r. pracował w Wojsku Polskim na różnych stanowiskach w wojskowej weterynarii, m. in. jako dyrektor nauk w Centrum Wyszkolenia i Badań Weterynaryjnych w Puławach, szef Oddziału Badawczego, inicjator organizacji Ośrodka Badawczego Służby Weterynaryjnej po planowanej likwidacji Centrum. Od 1957 posiadał stopień pułkownika, od 1960 był pierwszym komendantem Ośrodka. Był autorem publikacji z zakresu roli służby weterynaryjnej w nowoczesnej wojnie oraz chorób popromiennych zwierząt.
Został pochowany na wojskowych Powązkach (kwatera CII11-2-12).